# Sihanaka
Sihanaka ili Antisihanaka, jedan od 18 naroda Madagaskara s 508.000 pripadnika (2,4% stanovnika države), koji žive na sjeveroistoku središnje malgaške visoravni oko jezera Alaotre. Njihovo ime na malgaškom znači ljudi iz močvare, jer je kraj oko jezera Alaotre bio izrazito močvaran sve donedavno. Većinom su ratari i ribari. Kao i većinski Merine i susjedi Betsileo govore malgaškim makrojezikom, ali posebnim dijalektom. Pretežno ispovijedaju kršćanstvo i animizam.

## Povijest
Sihanake su bili samo jedan plemenski klan Antaisaka, jednog od malgaških plemena koje je živjelo u južnim močvarnim krajevima na jugoistoku oko grada Vangaindrana kraj ušća rijeke Mananare u Indijski ocean. Prema njihovoj usmenoj predaji sredinom 18. stoljeća njihov plemenski klan odlučio se odseliti iz tog kraja na malgašku visoravan, u kraj oko današnjeg mjesta Masianake južno od ozemlja plemena Merina. Vremenom su se preselili sjevernije, na zemlju gdje danas žive oko jezera Alaotre. U 19. stoljeću pokorili su ih zapadni susjedi i uključili u svoje Kraljevstvo Merina.

## Zemljopisna rasprostranjenost
Granice njihova ozemlja nisu precizno definirane. Kraj u kojem žive do sjevera dopire do zemlje Antambahoaka, na istoku do zemlje naroda Betsimisaraka, na jugu do krajeva u kojima živi narod Bezanozano i na zapadu do krajeva naroda Merina. Njihova neformalna prijestolnica je grad Ambatondrazaka. Ostala mjesta povijesnog značaja za njih su Imerimandroso, Tanambe, Ambohijanahari i Amparafaravola. 
Sihanake imaju mnogo sličnosti sa susjednim Merinama i oni kao Merine uzgajaju rižu u navodnjavanim poljima. Sve grobove ukrašavaju do 10 metara visokim drvenim štulama (jiro).

## Vanjske poveznice
- Sihanaka of Madagascar